# Saut en longueur masculin aux Jeux olympiques de 1900
Pour un article plus général, voir Athlétisme aux Jeux olympiques de 1900.
Navigation
Athènes 1896 Saint-Louis 1904
L'épreuve du saut en longueur masculin aux Jeux olympiques de 1900 s'est déroulée les 14 et 15 juillet 1900 à la Croix-Catelan à Paris, en France. Elle est remportée par l'Américain Alvin Kraenzlein

## Résultats
| Rang               | Athlète           | Pays            | Marque         | Marque       | Marque | Notes |
| Rang               | Athlète           | Pays            | Qualifications | Finale       | Marque | Notes |
| ------------------ | ----------------- | --------------- | -------------- | ------------ | ------ | ----- |
| Médaille d'or      | Alvin Kraenzlein  | États-Unis      | 6.930          | 7.185        | 7.185  | OR    |
| Médaille d'argent  | Meyer Prinstein   | États-Unis      | 7.175          | DNS          | 7.175  |       |
| Médaille de bronze | Patrick Leahy     | Grande-Bretagne | 6.710          | 6.950        | 6.950  |       |
| 4                  | William Remington | États-Unis      | 6.725          | 6.825        | 6.825  |       |
| 5                  | Albert Delannoy   | France          | 6.755          | Unknown      | 6.755  |       |
| 6                  | John McLean       | États-Unis      | 6.655          | Non qualifié | 6.655  |       |
| 7                  | Thaddeus McClain  | États-Unis      | 6.435          | Non qualifié | 6.435  |       |
| 8                  | Waldemar Steffen  | Allemagne       | 6.300          | Non qualifié | 6.300  |       |
| 9                  | Ernő Schubert     | Hongrie         | 6.050          | Non qualifié | 6.050  |       |
| 10                 | Gyula Strausz     | Hongrie         | 6.010          | Non qualifié | 6.010  |       |
| 11                 | Tore Blom         | Suède           | 5.770          | Non qualifié | 5.770  |       |
| 12                 | Eric Lemming      | Suède           | 5.500          | Non qualifié | 5.500  |       |
| —                  | Umberto Colombo   | Italie          | DNS            |              |        |       |
| —                  | Peter O'Connor    | Grande-Bretagne | DNS            |              |        |       |
| —                  | Lewis Sheldon     | États-Unis      | DNS            |              |        |       |
| —                  | Albert Witbeck    | États-Unis      | DNS            |              |        |       |